# エリート養成機関 ナポラ
『エリート養成機関 ナポラ』（エリートようせいきかんナポラ、Napola – Elite für den Führer）は、2004年のドイツの戦争ドラマ映画。監督はデニス・ガンゼル監督。英題は『Before the Fall』。
ナチス政権下のエリート軍人の形成のための政治教育機関「ナポラ」でのフリードリッヒ・ワイマー（マックス・リーメルト）とアルブレヒト・シュタイン（トム・シリング）の友情を描いた物語である。
日本では劇場未公開。

## キャスト
- フリードリッヒ・ワイマー: マックス・リーメルト
- アルブレヒト・シュタイン: トム・シリング（英語版）
- クリストフ・シュナイダー: ヨーナス・ヤーガーマイル（ドイツ語版）
- チャデン: レオン・アレクサンダー・カーステン
- ヘーフェ: トマス・ドレクセル（ドイツ語版）
- フリードリッヒの父: アレクサンダー・ヘルト
- ジークフリート（ジギ）・グラーデン: マーティン・ゴーレス（ドイツ語版）
- ユストゥス・フォン・ヤウハー: フロリアン・シュテッター（ドイツ語版）
- ハインリッヒ・フォーグラー: デーヴィト・シュトリーゾフ
- Dr. カール・クライン（カール大帝）: ヨアヒム・ビスマイヤー（ドイツ語版） -  機関長。
- ヨーゼフ・パイナー: ミヒャエル・シェンク（ドイツ語版）: 体育教師。「拷問者（Peiniger: パイニガー）」。
- ガウライター・ハインリッヒ・シュタイン: ユストゥス・フォン・ドホナーニ
- シュタイン夫人: クラウディア・ミヒェルゼン（ドイツ語版）
- カタリーナ: ジュリー・エンゲルブレヒト（ドイツ語版）
- トーベン・ゼント: ヨハネス・ツィルナー（ドイツ語版）
- ボクシングトレーナー: デニス・ガンゼル

## 受賞歴
- バイエルン映画賞（ドイツ語版）（2005年）監督賞
- ハンプトンズ国際映画祭（英語版）（2004年）国際映画賞
- カルロヴィ・ヴァリ国際映画祭（2004年）男優賞（マックス・リーメルト）
- ヨーロッパシネマ映画祭（イタリア語版）（2004年、ヴィアレッジョ）作品賞